# Abdelouahab Essalhi
Abdelouahab Essalhi (en arabe : عبد الوهاب الصالحي) est un footballeur international algérien né le 24 mars 1943 à Guelma. Il évoluait au poste d'ailier droit.

## Biographie

### En club
Il évoluait en première division algérienne avec son club formateur, l'ES Guelma ou il a passé toute sa carrière footballistique.

### En équipe nationale
Il reçoit une seule sélection en équipe d'Algérie en 1967. Son seul match a eu lieu le 9 avril 1967 contre le Burkina Faso (victoire 3-1).

## Palmarès
ES Guelma
- Championnat d'Algérie :
  - Vice-champion : 1965-66.